# Königin (Insekt)

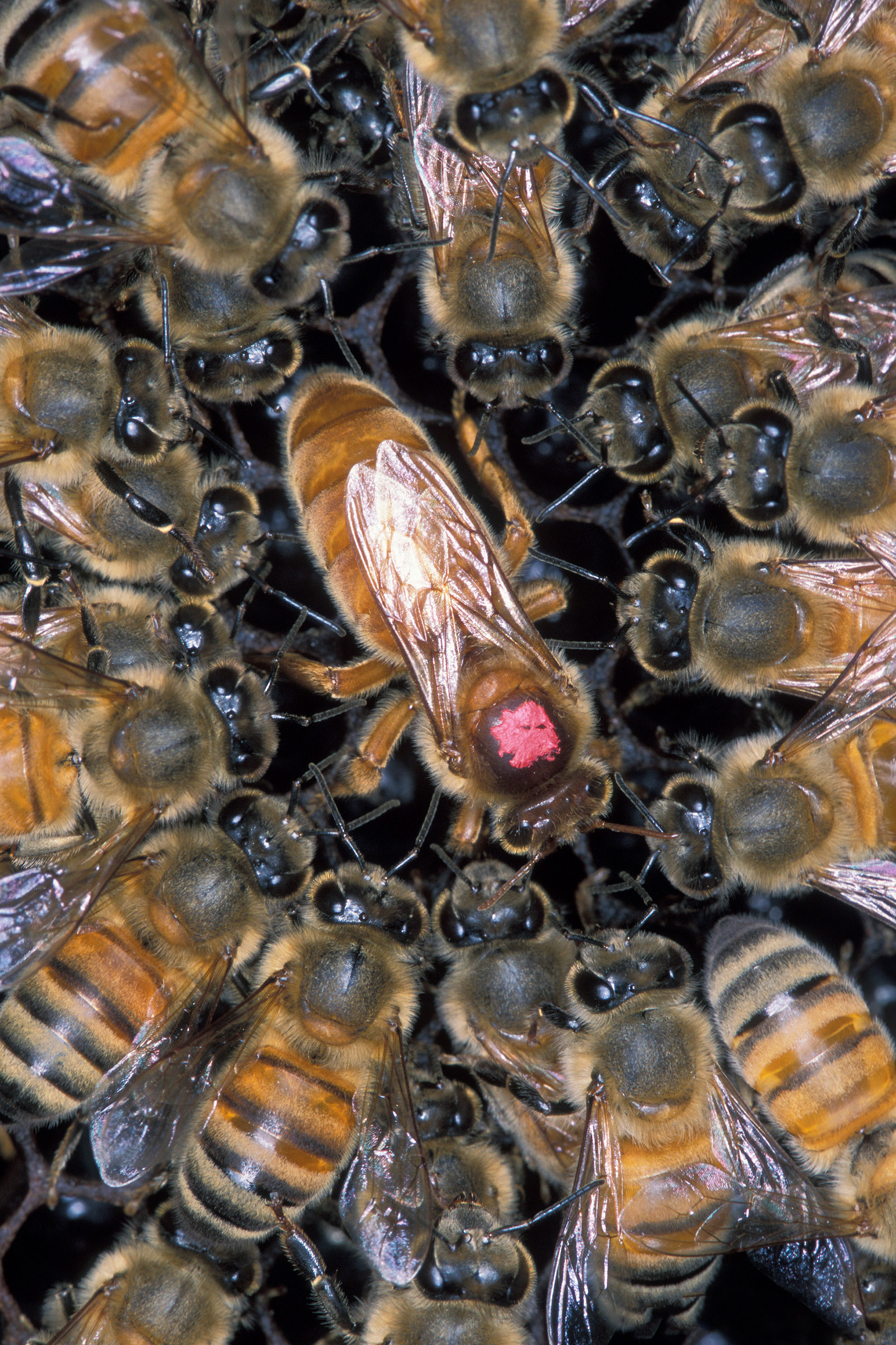
Bienen: Königin mit Arbeiterinnen

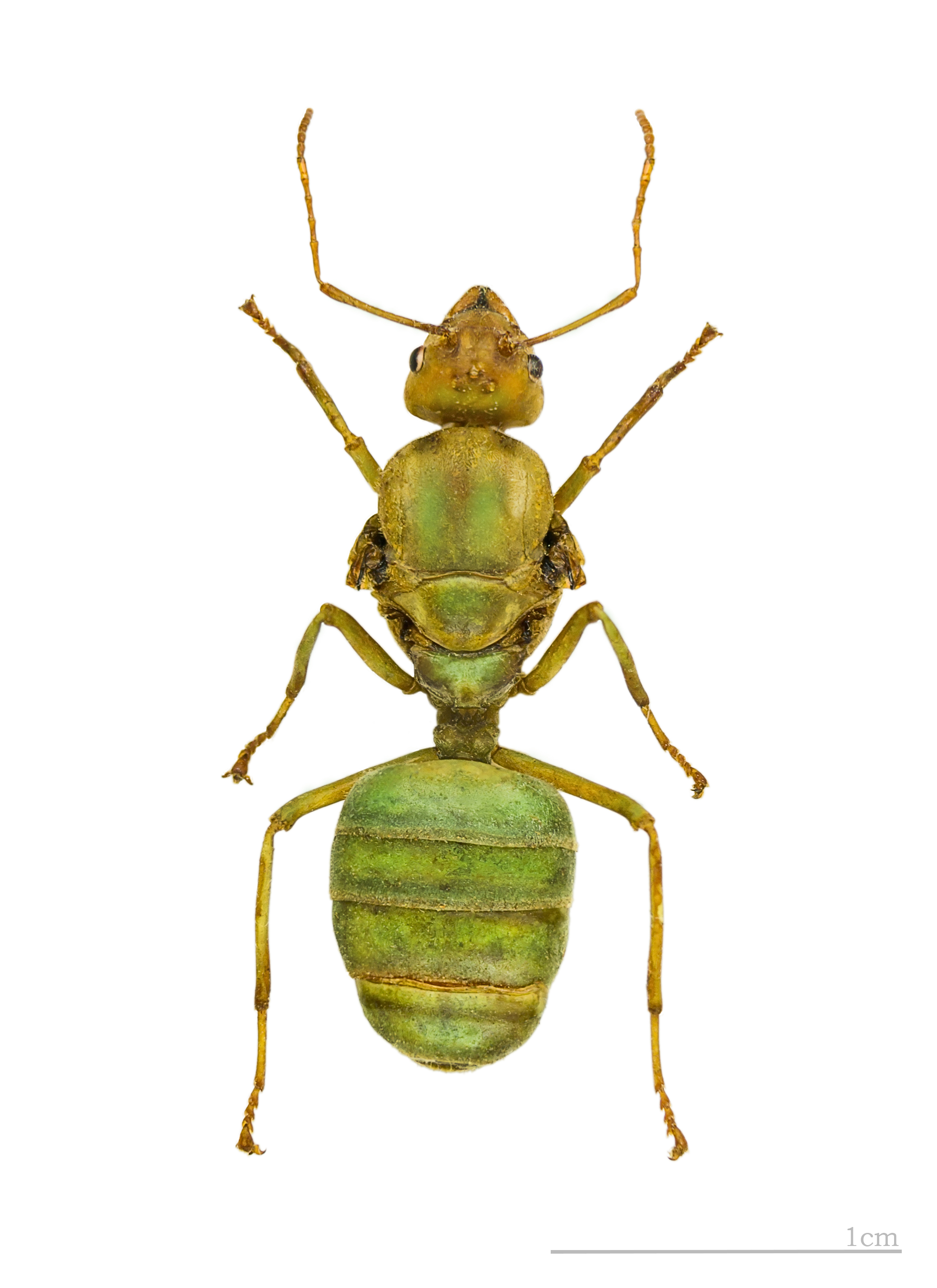
Königin von Oecophylla smaragdina

Die Königin ist bei staatenbildenden, sozial lebenden Insekten das Weibchen, das meist allein die Eier legt und oft die Kolonie gründet. Sie ist meist größer als die Arbeiterinnen und Drohnen (Männchen). Die Königin ist morphologisch auf das Eierlegen spezialisiert und kann viele Arbeiten wie Nestbau nicht oder nur schlechter als die Arbeiterinnen ausführen. Die meisten Königinnen besitzen gegenüber normalen Arbeiterinnen stark vergrößerte Ovarien.
Die Königin spielt damit eine zentrale Rolle im sozialen Gefüge. Über Pheromone beeinflusst sie das Verhalten der anderen Insekten.
Die Bienenköniginnen werden im Larvenstadium mit dem extrem nahrhaften Gelée royale gefüttert, diese Nahrung wird für das außergewöhnliche Wachstum verantwortlich gemacht.
Bei Hummeln ist noch nicht völlig geklärt, warum aus einigen Eiern zum Herbst hin Königinnen schlüpfen. Es scheint hier Unterschiede zwischen den einzelnen Hummelarten zu geben.
Bei den Ameisen gibt es je nach Art eine Königin (Monogynie) oder aber mehrere Königinnen (Polygynie). Die funktionale Rolle der Königin wird meist durch ein gynomorphes Weibchen, seltener durch eine intermorphe oder ergatomorphe Form übernommen.
Bei den Termiten, die keine Hautflügler wie die obigen sind, bewirkt die Begattung der Königin keine lebenslange Befruchtung, vielmehr lebt das (einzige) Männchen, der König, im Gegensatz zu Drohnen weiter, um die Königin in folgenden Perioden regelmäßig zu begatten. 